# Даг-Тумас
Даг-Тумас  (азерб. Dağ Tumas), или Дагтумас, — село в одноимённой административной единице Джебраильского района Азербайджана, расположенное на юго-западных склонах Карабахского хребта, в 23 км к западу от города Джебраил.

## Топонимика
Село изначально называлось Тумас. Позднее семьи — выходцы из села — основали сёла Тумаслы (ныне — в Бардинском районе) и Чайтумас (ныне — в Кубатлинском районе), и, чтобы отличить данное село от новообразованных, расположенное на горных склонах село Тумас стало именоваться Даг-Тумас (горный Тумас).

## История

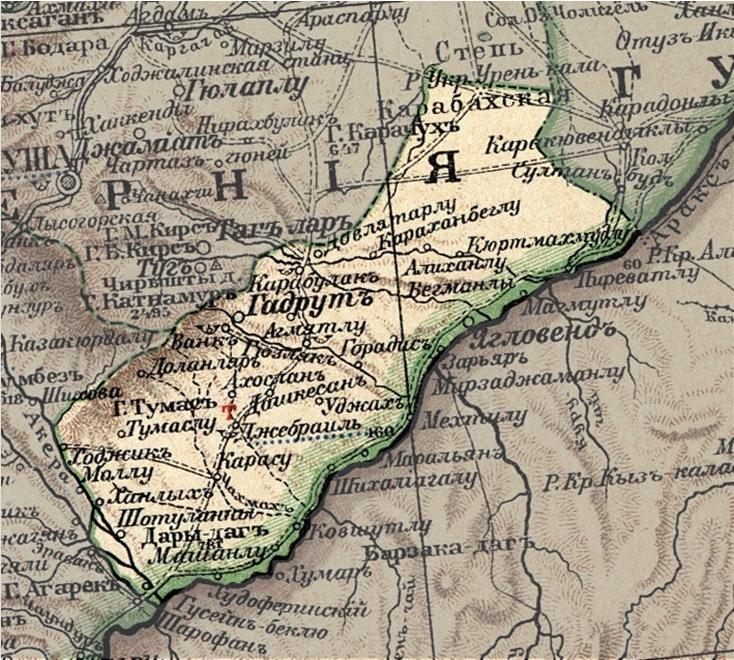
Село Тумаслу на карте Джебраильского уезда 1903 года

В годы Российской империи село Тумаслу входило в состав Джебраильского уезда Елизаветпольской губернии.
В советские годы село входило в состав одноимённого сельсовета Джебраильского района Азербайджанской ССР. В селе были расположены средняя, восьмиклассная и начальная школы, библиотека и больница. В результате Первой карабахской войны в августе 1993 года перешло под контроль непризнанной Нагорно-Карабахской Республики.
23 октября 2020 года президент Азербайджана Ильхам Алиев объявил, что азербайджанская армия взяла под контроль село Дагтумас.
На территории села расположен исторический памятник — купол Башыкесик (XIII—XIV вв.).

## Население
По данным «Свода статистических данных о населении Закавказского края, извлечённых из посемейных списков 1886 года» в селе Тумаслу Тумаслинского сельского округа Джебраильского уезда было 119 дымов и проживало 506 азербайджанцев (указаны как «татары»), которые были суннитами по вероисповеданию, 17 из них были представителями духовенства, остальные — крестьянами.
По данным «Кавказского календаря» на 1910 год в селе Тумас Карягинского уезда в 1907 году проживало 599 человек, в основном азербайджанцев, указанных в календаре как «татары».
По данным издания «Административное деление АССР», подготовленного в 1933 году Управлением народно-хозяйственного учёта Азербайджанской ССР (АзНХУ), по состоянию на 1 января 1933 года в селе Дагтумас, входившем в состав Дагтумасского сельсовета Джебраильского района Азербайджанской ССР, было 106 хозяйств и проживало 529 жителей. Всё население сельсовета составляли азербайджанцы (в источнике — «тюрки»).
В 1977 году в селе проживал 919 человек. Население села занималось животноводством, возделыванием пшеницы, виноградарством и шелководством.